# Schefflera havilandii
Schefflera havilandii är en araliaväxtart som beskrevs av Elmer Drew Merrill. Schefflera havilandii ingår i släktet Schefflera och familjen araliaväxter. Inga underarter finns listade.